# 巴霍巴利
巴霍巴利（Bahubali) 是耆那教中的一個人物，据说他以站立姿势静坐了一年，在此期间，他的腿周围生长着攀緣植物。据说巴霍巴利经过一年的冥想之后，他變得无所不知。